# Episodi di Vikings: Valhalla (seconda stagione)
La seconda stagione della serie televisiva Vikings: Valhalla, composta da otto episodi, è stata interamente pubblicata sul servizio di streaming on demand Netflix il 12 gennaio 2023 in tutti i paesi in cui è disponibile.
| nº | Titolo originale   | Titolo italiano       | Pubblicazione   |
| -- | ------------------ | --------------------- | --------------- |
| 1  | The Web of Fate    | La Tela del Fato      | 12 gennaio 2023 |
| 2  | Towers of Faith    | I bastioni della fede | 12 gennaio 2023 |
| 3  | Pieces of the Gods | Frammenti degli dei   | 12 gennaio 2023 |
| 4  | The Thaw           | Il disgelo            | 12 gennaio 2023 |
| 5  | Birth and Rebirth  | Nascita e rinascita   | 12 gennaio 2023 |
| 6  | Leap of Faith      | Atto di fede          | 12 gennaio 2023 |
| 7  | Pecheneg           | Peceneghi             | 12 gennaio 2023 |
| 8  | The Reckoning      | La resa dei conti     | 12 gennaio 2023 |